# آیمو پولکینن
آیمو پولکینن (فنلاندی: Aimo Pulkkinen; ۱۴ ژوئن ۱۹۲۸ – ۵ مهٔ ۲۰۱۸) بازیکن فوتبال اهل فنلاند بود.
وی همچنین در تیم ملی فوتبال فنلاند بازی کرده‌است.